# Super Flu
Super Flu ist ein deutsches DJ-, Remixer- und Produzenten-Duo im Bereich der elektronischen Tanzmusik. 

## Karriere
Super Flu besteht aus den beiden Hallensern Feliks Thielemann und Mathias Schwarz. Seit 2005 machen sie gemeinsam Musik. Dabei veröffentlichten sie ihre Musik zunächst über bekannte Clublabels wie Traum Schallplatten, Karate Klub und Herzblut Recordings. Im Jahr 2009 gründeten sie ihr eigenes Label Monaberry, das ein Sublabel des Bremer Labels Plantage 13 ist.
Als künstlerischen Einfluss nannten sie in einem Beat-Interview von 2011 – wohl scherzhaft – New Kids on the Block, CocoRosie, Opa Herbert und die Pornodarstellerin Jenna Haze.

## Diskografie

### Singles und EPs
2005
- Wenn...Dann... (KarateKlub)

2006
- Lady In Pink E.P. (KarateKlub)
- Die Størne (Whirlpoolsex Music)
- Switch Our Jumpers EP (KarateKlub)

2007
- She (Traum Schallplatten)
- Brink (Herzblut Recordings)
- Super Flu / Süpermatik – Süper Split EP (Lorna)
- Momratzn (Traum Schallplatten)
- Super Flu & Ron Flatter – Die Rückkehr Des Tanzlehrers (Playmate Music)
- Døken (Whirlpoolsex Music)
- Edlich EP (Bondage Music)

2008
- Zinnober (Herzblut Recordings)
- Rattelschneck (Traum Schallplatten)

2009
- Puma Okay (Herzblut Recordings)
- Shine (Monaberry)
- Rolloch (Monaberry)

2010
- Heimatmelodien Remixes (Whirlpoolsex Music)

2011
- Euterpeh Remixes (Monaberry)
- Super Flu / Dapayk Solo – Wintersession 2011 (I Love Vinyl)

2012
- Super Flu & Andhim – Reeves (Monaberry)

2013
- Va Ga Va Ga (Monaberry)

2014
- Halle Saale Remixed (Monaberry)
- Super Flu & Dortmunder Philharmoniker, Philipp Armbruster – Volkwein  (Monaberry)

2015
- Chee Pso Ng (Hommage)
- Super Flu & Dortmunder Philharmoniker, Philipp Armbruster – Volkwein Rehmixe (Monaberry)

2018
- Ark EP (Monaberry)
- Selee EP (Monaberry)

2019
- Lord Extra (Mule Musiq)
- Cioz & Super Flu - Jodi Bush (Crosstown Rebels)
- Monaberry Remixes (Moon Harbour Recordings)
- Really Really EP (Monaberry)

2020
- Jetendra EP (Monaberry)

### Alben
- 2010: Heimatmelodien (Monaberry)
- 2011: Euterpeh (Monaberry)
- 2013: Halle Saale (Monaberry)
- 2017: Musik 3 (Monaberry)
- 2017: Musik 3+ (Monaberry)